# Skleníkové plyny

Skleníkové plyny zachycují část tepla, které vzniká při ohřívání zemského povrchu slunečním zářením. Na tomto obrázku jsou symbolicky znázorněny tři důležité skleníkové plyny: vodní pára, oxid uhličitý a methan.

Radiační síla (vliv oteplování) různých faktorů přispívajících ke změně klimatu do roku 2019

Skleníkové plyny jsou plyny v atmosféře, které zvyšují povrchovou teplotu planet, jako je Země. Od ostatních plynů se liší tím, že pohlcují vlnové délky záření, které planeta vyzařuje, což vede ke skleníkovému efektu. Země se ohřívá slunečním zářením, což způsobuje, že její povrch vyzařuje teplo, které je pak většinou pohlcováno vodní párou (H2O), oxidem uhličitým (CO2), methanem (CH4), oxidem dusným (N2O) a ozonem (O3). Bez skleníkových plynů by průměrná teplota zemského povrchu byla přibližně -18 °C, nikoliv současných průměrných 15 °C.
Lidská činnost od počátku průmyslové revoluce (kolem roku 1750) zvýšila koncentraci methanu v atmosféře o více než 150 % a oxidu uhličitého o více než 50 %, až na úroveň, která nebyla zaznamenána více než 3 miliony let. Oxid uhličitý způsobuje asi tři čtvrtiny globálního oteplování a může trvat tisíce let, než bude plně absorbován koloběhem uhlíku. Methan způsobuje většinu zbývajícího oteplování a vydrží v atmosféře v průměru 12 let.
Převážná většina emisí oxidu uhličitého způsobených lidmi pochází ze spalování fosilních paliv, především uhlí, ropy a zemního plynu. Další příspěvky pocházejí z výroby cementu, hnojiv a změn ve využívání půdy, jako je odlesňování. Emise methanu pocházejí ze zemědělství, výroby fosilních paliv, odpadů a dalších zdrojů.
V důsledku emisí skleníkových plynů se průměrná globální povrchová teplota zvýšila do roku 2023 o 1,2 °C. Pokud bude současná míra emisí pokračovat, pak teplota překročí 2,0 °C někdy mezi lety 2040 a 2070, což je úroveň, kterou Mezivládní panel OSN pro změnu klimatu (IPCC) označuje za „nebezpečnou“.

Absorpce a rozptyl v atmosféře při různých vlnových délkách elektromagnetických vln. Největší absorpční pás oxidu uhličitého se nachází nedaleko maxima tepelného vyzařování ze Země a částečně uzavírá okno průhlednosti vody, což vysvětluje hlavní účinek oxidu uhličitého na zachycování tepla.

## Definice
Skleníkové plyny jsou infračerveně aktivní plyny, které pohlcují a vyzařují infračervené záření v rozsahu vlnových délek vyzařovaných Zemí::s.2233 oxid uhličitý (0,04 %), oxid dusný, methan a ozon jsou stopové plyny, které tvoří přibližně 0,1 % zemské atmosféry a mají znatelný skleníkový efekt.
Formální definice skleníkových plynů je následující: „Plynné složky atmosféry, přírodní i antropogenní, které absorbují a vyzařují záření o specifických vlnových délkách v rámci spektra záření vyzařovaného zemským povrchem, samotnou atmosférou a mraky. Tato vlastnost způsobuje skleníkový efekt.“:s.2233 Záření vyzařované zemským povrchem, atmosférou a mraky se nazývá tepelné infračervené nebo dlouhovlnné záření.:s.2251
Nejrozšířenější skleníkové plyny v zemské atmosféře, seřazené v sestupném pořadí podle průměrného globálního molárního podílu, jsou:
- vodní pára (H2O),
- oxid uhličitý (CO2)
- methan (CH4)
- ozon (O3)
- oxid dusný (N2O)
- chlor-fluorované uhlovodíky (CFC a HCFC)
- hydrofluorkarbony (HFC)
- perfluoruhlovodík (CF4, C2F6, atd.), SF6 a NF3.

Vodní pára je silným skleníkovým plynem, ale není to plyn, který člověk přímo přidává do atmosféry,[nenalezeno v uvedeném zdroji] a proto není jedním z faktorů změny klimatu, kterými se zabývá Mezivládní panel pro změnu klimatu (IPCC), a proto není zahrnuta do seznamu skleníkových plynů IPCC. Změny vodní páry jsou zpětnou vazbou, která komplikovaným způsobem ovlivňuje citlivost klimatu (především kvůli mrakům).
Ovšem hoření je chemická reakce, kdy například spalované uhlovodíky (paliva) díky kyslíku v atmosféře produkují oxid uhličitý a vodní páru. Jde o opak chemické reakce jakou je fotosyntéza produkující uhlovodíky a kyslík. Spalováním paliv tedy člověk přímo přidává vodní páru do atmosféry. Dalším zdrojem vodní páry, který člověk přímo (nezávisle na emisích oxidu uhličitého) dodává do atmosféry, je zavlažování. Antropogenní zdroje vodní páry jsou ale stále nepříliš prozkoumané.
Energetický účet Země netvoří jen odchozí dlouhovlnné záření (OLR) uvažované ve skleníkovém jevu, ale i krátkovlnné odchozí záření (OSR). Odchozí záření určuje zemské albedo. Existenci odchozího krátkovlnného záření ze Země ilustruje i fakt, že je Země z vesmíru vidět ve viditelném spektru.

## Infračervené aktivní plyny
Plyny, které mohou absorbovat a vyzařovat tepelné infračervené záření, se označují jako infračerveně aktivní.
Většina plynů, jejichž molekuly mají dva různé atomy (např. oxid uhelnatý, CO), a všechny plyny se třemi a více atomy (včetně H2O a CO2) jsou infračerveně aktivní a působí jako skleníkové plyny. Z technického hlediska je tomu tak proto, že asymetrie v rozložení elektrického náboje molekuly umožňuje molekulárním vibracím interagovat s elektromagnetickým zářením.
Plyny, které mají pouze jeden atom (například argon, Ar) nebo dva stejné atomy (například dusík, N2 a kyslík, O2) nejsou infračerveně aktivní. Jsou pro tepelné záření průhledné a pro praktické účely tepelné záření neabsorbují ani nevyzařují.
Je to proto, že jednoatomové plyny, jako je Ar, nemají vibrační módy a molekuly obsahující dva atomy stejného prvku, jako je N2 a O2 nemají při vibracích žádnou asymetrii v rozložení svých elektrických nábojů, proto na ně infračervené tepelné záření téměř vůbec nepůsobí. N2 a O2 jsou schopny absorbovat a emitovat velmi malé množství infračerveného tepelného záření v důsledku absorpce vyvolané srážkami. Avšak i při zohlednění relativního množství je tento účinek malý ve srovnání s vlivy hlavních skleníkových plynů na Zemi.
Hlavní složky zemské atmosféry, dusík (N2) (78 %), kyslík (O2) (21 %) a argon (Ar) (0,9 %), nejsou infračerveně aktivní, a nejsou tedy skleníkovými plyny. Tyto plyny tvoří více než 99 % suché atmosféry.

## Zdroje

### Přírodní zdroje
Většina skleníkových plynů má přírodní i antropogenní zdroje. Výjimkou jsou syntetické halogenované uhlovodíky produkované výhradně člověkem, které nemají žádné přírodní zdroje. V předindustriálním holocénu byly koncentrace existujících plynů zhruba konstantní, protože velké přírodní zdroje a propady byly zhruba vyrovnané. V průmyslové éře lidská činnost přidala do atmosféry skleníkové plyny, především spalováním fosilních paliv a kácením lesů.

### Emise skleníkových plynů z lidské činnosti
Hlavními antropogenními zdroji skleníkových plynů jsou oxid uhličitý (CO2), oxid dusný (N2O), metan (CH4), tři skupiny fluorovaných plynů (hexafluorid síry (SF6), fluorované uhlovodíky (HFC) a perfluorované uhlovodíky (PFC, hexafluorid síry (SF6) a trifluorid dusíku (NF3)). Ačkoli skleníkový efekt je do značné míry způsoben vodní párou, lidské emise vodní páry nejsou významným faktorem oteplování.
Ačkoli freony patří mezi skleníkové plyny, jsou regulovány Montrealským protokolem, který byl motivován spíše příspěvkem freonů k poškozování ozonové vrstvy než jejich příspěvkem ke globálnímu oteplování. Úbytek ozonu má na oteplování skleníkových plynů jen nepatrný vliv, ačkoli se tyto dva procesy v médiích někdy zaměňují. V roce 2016 dosáhli vyjednavači z více než 170 zemí, kteří se sešli na summitu Programu OSN pro životní prostředí, právně závazné dohody o postupném vyřazení fluorovaných uhlovodíků (HFC) v Kigalském dodatku k Montrealskému protokolu.

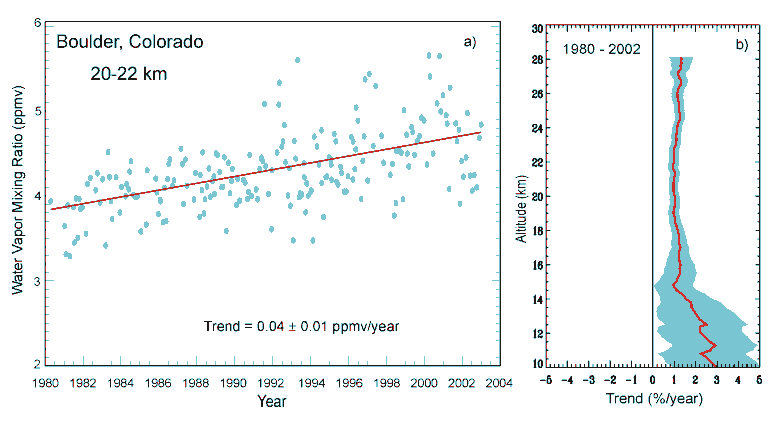
Zvyšující se množství vodní páry ve stratosféře v Boulderu, Colorado

Dlouhovlnné infračervené absorpční koeficienty primárních skleníkových plynů. Vodní pára absorbuje v širokém rozsahu vlnových délek. Země vyzařuje tepelné záření zvláště silně v okolí 15mikronového absorpčního pásma oxidu uhličitého. Relativní význam vodní páry klesá s rostoucí nadmořskou výškou.

### Vodní pára
Největší procento skleníkového efektu představují vodní páry, při jasné obloze je to mezi 36 % a 66 %, při zamračené obloze se je to mezi 66 % a 85 %. Koncentrace vodních pár regionálně kolísají, ale lidská činnost přímo neovlivňuje jejich koncentrace, s výjimkou lokálních měřítek, jako jsou například zavlažovaná pole. Lidské aktivity, která zvyšuje globální teploty, nepřímo zvyšují také koncentrace vodních pár, což je proces známý jako zpětná vazba vodní páry. Atmosférická koncentrace páry je velmi variabilní a závisí do značné míry na teplotě, od méně než 0,01 % v extrémně chladných oblastech až po 3 % hmotnostní v nasyceném vzduchu při asi 32 °C. Vodní pára se neustále tvoří a kondenzuje v relativně krátkém čase, její doba setrvání v atmosféře je velmi krátká na rozdíl například od CO2, který v atmosféře setrvává velmi dlouho. Od 65 % do 80 % CO2 uvolněného do ovzduší se rozpouští v oceánech po dobu 20–200 let. Zatímco vodní pára je skutečně nejdůležitějším skleníkovým plynem, problémem, který z něj dělá zpětnou vazbu (spíše než forcing), je relativně krátká doba pobytu vody v atmosféře (okolo 10 dní). Proto nemá význam určovat CO2 ekvivalent vodní páry.[zdroj?] Vodní pára má podstatný vliv na energetickou bilanci planety Země nejen pro svůj vysoký vliv na „globální oteplování“ jako „skleníkový plyn“, ale také na změny celkového albeda Země v důsledku tvorby oblaků. Přitom v závislosti na globální a lokální optické hustotě oblačnosti a denní době může být vliv oblačnosti na tepelnou bilanci kladný i záporný. Absorpční pásy jednotlivých skleníkových plynů se překrývají, proto je jejich podíl na celkovém skleníkovém efektu proměnlivý kvůli tomu, že hlavní skleníkový plyn vodní pára (H2O) má v nejvlhčích a horkých oblastech tropů až 100× vyšší koncentraci než v nejchladnějších polárních oblastech. Na vodní páru připadá 36 % až 70 % celkového skleníkového efektu atmosféry (dolní hodnota odpovídá její podílu, kdybychom vodní páru z atmosféry odstranili a horní hodnota stavu, když odstraníme všechny ostatní skleníkové plyny a zůstane jen H2O), na CO2 je to analogicky 9 % a 26 %, na methan 4 % a 9 % a na ozon 3 % a 7 % (je to v souladu s novějšími odhady účinku jednotlivých skleníkových plynů). Zatímco CO2 a CH4 jsou v atmosféře rozloženy vcelku rovnoměrně, vodní pára je soustředěna převážně v teplých oblastech Země a v dolní části troposféry (do výšky 2 km, přičemž do výšky 1,5 km je až 50 % z celkové vodní páry), ozón je rozložený v atmosféře mírně nerovnoměrně.
Průměrná doba setrvání molekuly vody v atmosféře je pouze asi devět dní ve srovnání s roky nebo staletími u jiných skleníkových plynů, jako je CH4 a CO2. Vodní pára reaguje na další skleníkové plyny a zesiluje jejích účinek. Clausius-Clapeyronův vztah stanoví, že při zvýšené teplotě bude na jednotku objemu přítomno více vodní páry. Tento a další základní principy naznačují, že oteplování spojené se zvýšenými koncentracemi ostatních skleníkových plynů také zvýší koncentraci vodní páry (za předpokladu, že relativní vlhkost zůstává přibližně konstantní; to potvrzují modely a příma pozorování). Protože vodní pára je skleníkový plyn, má to za následek další oteplování a tvoří „pozitivní zpětnou vazbu“, která zesiluje původní oteplování. Předpokládá se, že jiné planetární procesy budou kompenzovat tyto pozitivní zpětné vazby, a budou stabilizovat globální teplotu v nové rovnováze a zabrání ztrátě zemské vody rázovým skleníkovým efektem, k jakému došlo například na Venuši.
Clausius-Clapeyronův vztah však platí pouze pro rovnováhu dvou fází, což nemůže být aplikováno na komplexní zemské klima, a neplatnost vztahu je u klimatu pozorována na lokální úrovni.

## Úloha v přenosu tepla a vyzařování

Tok tepla v zemské atmosféře znázorňující (a) vzestupný radiační tepelný tok a radiační toky nahoru/dolů, (b) vzestupný nesálavý tepelný tok (latentní teplo a termika), (c) rovnováhu mezi ohřevem a ochlazováním atmosféry v každé výšce a (d) teplotní profil atmosféry.

### Účinky na vzduch a na zemský povrch
Absorpce a emise tepelného záření skleníkovými plyny se podílí na přenosu tepla ve vzduchu a na povrchu:
- Ochlazování atmosféry: Skleníkové plyny vyzařují více tepelného záření, než kolik ho pohlcují, a mají tak celkový ochlazující účinek na vzduch[41]:s.139[42]
- Inhibice radiačního ochlazování povrchu: Skleníkové plyny omezují radiační tepelný tok od povrchu a v nižších vrstvách atmosféry. Skleníkové plyny si vyměňují tepelné záření s povrchem, čímž snižují celkovou rychlost přenosu radiačního tepla směrem nahoru[41]:s.139[42]

Pojmenování těchto účinků přispívá k úplnému pochopení úlohy skleníkových plynů. Pro pochopení globálního oteplování jsou však tyto účinky druhořadé. Pro správné uvažování o globálním oteplování je důležité zaměřit se na energetickou bilanci vrchní části atmosféry. Tvrdí se, že omyl povrchového rozpočtu, kdy zaměření na povrchový energetický rozpočet vede k chybnému uvažování, představuje běžný omyl při uvažování o skleníkovém efektu a globálním oteplování.:s.413

### Účinek na horní části atmosféry
V horní části atmosféry vede pohlcování a vyzařování tepelného záření skleníkovými plyny k potlačení radiačního ochlazování do vesmíru, což znamená, že množství tepelného záření dopadajícího do vesmíru se snižuje v porovnání s množstvím vyzařovaným povrchem. Změna energetické bilance horní části atmosféry vede k akumulaci tepelné energie a oteplování povrchu, dokud není dosaženo energetické bilance horní části atmosféry.

### Radiační působení
Radiační působení (forcing) je metrika, která charakterizuje dopad vnější změny faktoru ovlivňujícího klima, např. změny koncentrace skleníkových plynů nebo vlivu sopečných erupcí. Radiační působení spojené s určitou změnou se vypočítá jako změna energetické bilance horních vrstev atmosféry, kterou by způsobila vnější změna, pokud bychom si představili, že změna může být provedena, aniž by troposféra nebo povrch měly čas reagovat na snížení nerovnováhy. Kladný forcing znamená, že více energie přichází, než odchází:s.2245 Termín radiační působení se ve vědecké literatuře používá nejednotně.
Zvyšování koncentrace skleníkových plynů je spojeno s kladným radiačním působením. Zvyšování koncentrace skleníkových plynů má tendenci zvyšovat energetickou nerovnováhu horní části atmosféry, což vede k dalšímu oteplování. Hlavní neplynový přispěvatel ke skleníkovému efektu Země, mraky, rovněž pohlcují a vyzařují infračervené záření, a mají tak vliv na radiační vlastnosti skleníkových plynů. Mraky jsou vodní kapky nebo ledové krystalky zavěšené v atmosféře.

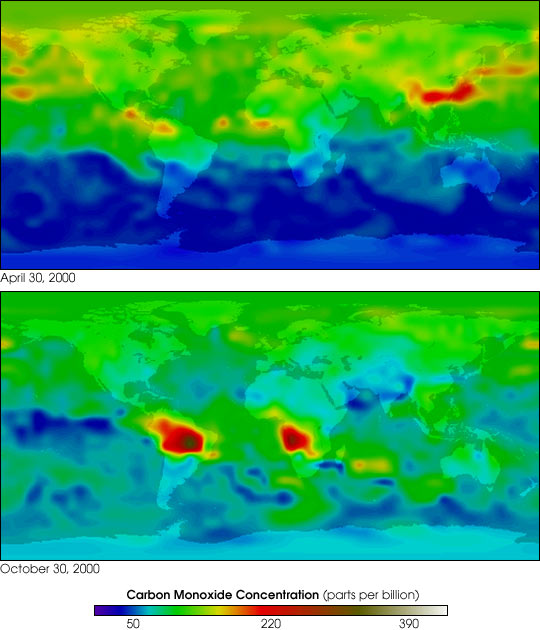
Koncentrace oxidu uhelnatého v dubnu a říjnu roku 2000 ve spodní atmosféře zobrazující rozmezí od přibližně 50 částic na miliardu (modré pixely) do 220 částic na miliardu (červené pixely) a 390 částic na miliardu (tmavě hnědé pixely).

#### Příspěvky chemických procesů k radiačnímu působení
Některé plyny přispívají ke změně radiační bilance horní části atmosféry nepřímo, a to účastí na chemických procesech v atmosféře. Oxidace CO na CO2 přímo způsobuje jednoznačné zvýšení radiačního působení, i když důvod je subtilní. Vrchol tepelného infračerveného záření z povrchu Země je velmi blízko silnému vibračnímu absorpčnímu pásu CO2 (vlnová délka 15 mikronů, resp. vlnové číslo 667 cm−1). Naproti tomu jediný vibrační pás CO absorbuje IR pouze na mnohem kratších vlnových délkách (4,7 mikronu, neboli vlnové číslo 2145 cm−1), kde je emise zářivé energie ze zemského povrchu nejméně desetkrát nižší. Oxidace metanu na CO2, která vyžaduje reakce s radikálem OH, způsobuje okamžité snížení absorpce a emise záření, protože CO2 je slabší skleníkový plyn než methan. Oxidace CO a CH4 jsou provázané, protože obě spotřebovávají OH radikály. V každém případě výpočet celkového radiačního účinku zahrnuje jak přímé, tak nepřímé působení.
K druhému typu nepřímého účinku dochází, když chemické reakce v atmosféře zahrnující tyto plyny mění koncentrace skleníkových plynů. Například destrukce nemethanových těkavých organických látek (NMVOC) v atmosféře může vést ke vzniku ozonu. Velikost nepřímého účinku může silně záviset na tom, kde a kdy je plyn emitován.
Methan má kromě tvorby CO2 také nepřímé účinky. Hlavní chemickou látkou, která s metanem v atmosféře reaguje, je hydroxylový radikál (OH), takže více methanu znamená, že koncentrace OH klesá. Účinně tak metan prodlužuje vlastní životnost v atmosféře, a tím i svůj celkový radiační účinek. Oxidací methanu může vznikat ozon i voda a je hlavním zdrojem vodní páry v normálně suché stratosféře. Při oxidaci CO a NMVOC vzniká CO2. Z atmosféry odstraňují OH, což vede k vyšším koncentracím metanu. Překvapivým důsledkem je, že potenciál CO ke globálnímu oteplování je třikrát vyšší než potenciál CO2. Stejný proces, při kterém se NMVOC přeměňují na oxid uhličitý, může vést také ke vzniku troposférického ozonu. Halokarbony mají nepřímý účinek, protože ničí stratosférický ozon. A konečně vodík může vést ke vzniku ozonu a CH4 a také ke vzniku stratosférické vodní páry.

## Role ve skleníkovém efektu

### Příspěvky k celkovému skleníkovému efektu
Nejdůležitější příspěvky k celkovému skleníkovému efektu jsou uvedeny v následující tabulce.
| | K&T (1997) | K&T (1997)   | Schmidt (2010) | Schmidt (2010) |
| Přispěvatel | Čisté nebe | Nebe s mraky | Čisté nebe     | Nebe s mraky   |
| --- | ---------- | ------------ | -------------- | -------------- |
| Vodní pára | 60         | 41           | 67             | 50             |
| Clouds |            | 31           |                | 25             |
| CO2 | 26         | 18           | 24             | 19             |
| O3 | 8          |              |                |                |
| N2O + CH4 | 6          |              |                |                |
| Ostatní |            | 9            | 9              | 7              |
| K&T (1997) použili 353 ppm CO2 a vypočítali 125 W/m2 celkového skleníkového efektu při jasné obloze; vycházeli z jediného profilu atmosféry a modelu oblačnosti. Procenta „s mraky“ pocházejí z interpretace K&T (1997) podle Schmidta (2010). Schmidt (2010) použil klimatologii z roku 1980 s 339 ppm CO2 a 155 W/m2 celkového skleníkového efektu; zohlednil časové a trojrozměrné prostorové rozložení absorbérů. |            |              |                |                |

Mezi skleníkové plyny, které nejsou výslovně uvedeny výše, patří hexafluorid síry, fluorované uhlovodíky a perfluorované uhlovodíky.
Nelze tvrdit, že určitý plyn způsobuje přesné procento skleníkového efektu. Je tomu tak proto, že některé plyny absorbují a vyzařují záření o stejných frekvencích jako jiné, takže celkový skleníkový efekt není pouhým součtem vlivu jednotlivých plynů. Horní hranice uvedených rozmezí se týkají pouze každého plynu; dolní hranice zohledňují překrývání s ostatními plyny. Kromě toho je známo, že některé plyny, například methan, mají velké nepřímé účinky, které se stále ještě kvantifikují.

### Příspěvky k zesílenému skleníkovému efektu
Antropogenní změny skleníkového efektu se označují jako zesílený skleníkový efekt.:s.2223
Příspěvek každého plynu k zesílenému skleníkovému efektu je určen vlastnostmi daného plynu, jeho množstvím a všemi nepřímými účinky, které může způsobit. Například přímý radiační účinek hmotnosti metanu je v horizontu 20 let asi 84krát silnější než stejná hmotnost oxidu uhličitého, který je však přítomen v mnohem menších koncentracích, takže jeho celkový přímý radiační účinek je zatím menší, zčásti kvůli jeho kratší době života v atmosféře při absenci dodatečné sekvestrace uhlíku. Na druhou stranu má metan kromě přímého radiačního vlivu i velký nepřímý radiační účinek, protože přispívá k tvorbě ozonu. V publikaci z roku 2005 se uvádí, že příspěvek metanu ke změně klimatu je v důsledku tohoto účinku nejméně dvojnásobný oproti předchozím odhadům.

Radiační působení (vliv na oteplování) dlouhodobých skleníkových plynů v atmosféře se zrychlilo a za 40 let se téměř zdvojnásobilo.

#### Radiační působení a roční index skleníkových plynů
Země absorbuje část zářivé energie přijaté ze Slunce, část odráží jako světlo a zbytek odráží nebo vyzařuje zpět do vesmíru jako teplo. Teplota povrchu planety závisí na této rovnováze mezi přicházející a odcházející energií. Když se energetická rovnováha Země změní, její povrch se oteplí nebo ochladí, což vede k různým změnám globálního klimatu.
Globální energetickou bilanci může ovlivňovat řada přírodních i lidmi způsobených mechanismů, které si vynucují změny zemského klimatu. Jedním z takových mechanismů jsou skleníkové plyny. Skleníkové plyny pohlcují a vyzařují část vyzařované energie z povrchu Země, což způsobuje, že se toto teplo zadržuje v nižších vrstvách atmosféry. Některé skleníkové plyny zůstávají v atmosféře po desetiletí nebo dokonce staletí, jako například oxid dusný a fluorované plyny, a mohou proto ovlivňovat energetickou bilanci Země po dlouhou dobu. Radiační působení kvantifikuje (ve wattech na metr čtvereční) vliv faktorů, které ovlivňují energetickou bilanci Země; včetně změn koncentrací skleníkových plynů. Kladné radiační působení vede k oteplování tím, že zvyšuje čistou příchozí energii, zatímco záporné radiační působení vede k ochlazování, stejně jako u protiskleníkových účinků způsobujících plyny, jako je oxid siřičitý.
Roční index skleníkových plynů (Annual Greenhouse Gas Index, AGGI) definují atmosféričtí vědci z NOAA jako poměr celkového přímého radiačního působení způsobeného dlouhodobými a dobře promíchanými skleníkovými plyny pro jakýkoli rok, pro který existují dostatečná globální měření, k hodnotám z roku 1990. Tyto hodnoty radiačního působení jsou vztaženy k hodnotám z roku 1750 (tj. před začátkem průmyslové éry). Rok 1990 byl zvolen proto, že je výchozím rokem pro Kjótský protokol a je rokem zveřejnění prvního vědeckého posouzení změny klimatu IPCC. NOAA proto uvádí, že AGGI „měří závazek, který (globální) společnost již přijala k životu v měnícím se klimatu. Je založen na nejkvalitnějších pozorováních atmosféry z míst po celém světě. Jeho nejistota je velmi nízká“.

#### Potenciál globálního oteplování
Potenciál globálního oteplování (GWP) závisí jak na účinnosti molekuly jako skleníkového plynu, tak na její životnosti v atmosféře. GWP se měří ve vztahu ke stejné hmotnosti CO2 a vyhodnocuje se pro určitou časovou škálu. Pokud má tedy plyn vysokou (pozitivní) radiační účinnost, ale zároveň krátkou životnost, bude mít velký GWP v měřítku 20 let, ale malý v měřítku 100 let. Naopak, pokud má molekula delší životnost v atmosféře než CO2, její GWP se při zohlednění časového měřítka zvýší. Oxid uhličitý má podle definice GWP o velikosti 1 ve všech časových obdobích.
Metan má atmosférickou životnost 12 ± 2 roky. Zpráva IPCC z roku 2021 uvádí pro GWP methanu hodnotu 83 v časovém měřítku 20 let, 30 v časovém měřítku 100 let a 10 v časovém měřítku 500 let. Analýza z roku 2014 však uvádí, že ačkoli je počáteční dopad metanu asi 100krát větší než dopad CO2, kvůli kratší době života v atmosféře je po šesti nebo sedmi desetiletích dopad obou plynů přibližně stejný a od té doby relativní role metanu stále klesá. Pokles GWP v delších časových obdobích je způsoben tím, že methan se v atmosféře chemickými reakcemi rozkládá na vodu a CO2.
Příklady doby života v atmosféře a GWP ve vztahu k CO2 pro několik skleníkových plynů jsou uvedeny v následující tabulce:
| Jméno plynu                                                    | Chemický vzorec | Životnost (roků) | Radiační účinnost (Wm−2ppb−1, molární základ) | Globální potenciál oteplování (GWP) pro daný časový horizont | Globální potenciál oteplování (GWP) pro daný časový horizont | Globální potenciál oteplování (GWP) pro daný časový horizont |
| Jméno plynu                                                    | Chemický vzorec | Životnost (roků) | Radiační účinnost (Wm−2ppb−1, molární základ) | 20 let                                                       | 100 let                                                      | 500 let                                                      |
| -------------------------------------------------------------- | --------------- | ---------------- | --------------------------------------------- | ------------------------------------------------------------ | ------------------------------------------------------------ | ------------------------------------------------------------ |
| Uxid uhličitý                                                  | CO2             | (A)              | 1,37×10−5                                     | 1                                                            | 1                                                            | 1                                                            |
| Methan (fosilní)                                               | CH4             | 12               | 5,7×10−4                                      | 83                                                           | 30                                                           | 10                                                           |
| Methan (nefosilní)                                             | CH4             | 12               | 5,7×10−4                                      | 81                                                           | 27                                                           | 7.3                                                          |
| Oxid dusný                                                     | N2O             | 109              | 3×10−3                                        | 273                                                          | 273                                                          | 130                                                          |
| CFC-11                                                         | CCl3F           | 52               | 0,29                                          | 8 321                                                        | 6 226                                                        | 2 093                                                        |
| CFC-12                                                         | CCl2F2          | 100              | 0,32                                          | 10 800                                                       | 10 200                                                       | 5 200                                                        |
| HCFC-22                                                        | CHCIF2          | 12               | 0,21                                          | 5 280                                                        | 1 760                                                        | 549                                                          |
| HFC-32                                                         | CH2F2           | 5                | 0,11                                          | 2 693                                                        | 771                                                          | 220                                                          |
| HFC-134a                                                       | CH2FCF3         | 14               | 0,17                                          | 4 144                                                        | 1 526                                                        | 436                                                          |
| Tetrafluoromethan                                              | CF4             | 50 000           | 0,09                                          | 5 301                                                        | 7 380                                                        | 10 587                                                       |
| Hexafluoroethan                                                | C2F6            | 10 000           | 0,25                                          | 8 210                                                        | 11 100                                                       | 18 200                                                       |
| Fluorid sírový                                                 | SF6             | 3 200            | 0,57                                          | 17 500                                                       | 23 500                                                       | 32 600                                                       |
| Fluorid dusitý                                                 | NF3             | 500              | 0,20                                          | 12 800                                                       | 16 100                                                       | 20 700                                                       |
| (A) Nelze stanovit jedinou dobu životnosti atmosférického CO2. |                 |                  |                                               |                                                              |                                                              |                                                              |

Používání CFC-12 (s výjimkou některých základních použití) bylo ukončeno kvůli jeho vlastnostem poškozujícím ozonovou vrstvu. Vyřazování méně účinných sloučenin HCFC bude dokončeno v roce 2030.

## Koncentrace v atmosféře

### Faktory ovlivňující koncentrace
Atmosférické koncentrace jsou určovány rovnováhou mezi zdroji (emise plynu z lidské činnosti a přírodních systémů) a propady (odstranění plynu z atmosféry přeměnou na jinou chemickou sloučeninu nebo absorpcí vodními plochami).

#### Frakce v ovzduší
Podíl emisí, které zůstávají v atmosféře po určité době, je „vzdušná frakce“. Roční podíl v ovzduší je poměr nárůstu emisí v atmosféře v daném roce k celkovým emisím v daném roce.
V roce 2006 činil roční podíl CO2 v ovzduší přibližně 0,45. Roční podíl v ovzduší se v období 1959–2006 zvyšoval tempem 0,25 ± 0,21 % ročně.

#### Životnost v atmosféře
Kromě vodní páry, jejíž doba setrvání v atmosféře je přibližně devět dní, jsou hlavní skleníkové plyny dobře promíchány a jejich odchod z atmosféry trvá mnoho let. Ačkoli není snadné s přesností určit, jak dlouho trvá, než skleníkové plyny opustí atmosféru, existují odhady pro hlavní skleníkové plyny. Jacob (1999) definuje dobu života {\displaystyle \tau } atmosférického druhu X v modelu s jedním boxem jako průměrnou dobu, po kterou molekula X zůstává v boxu. Matematicky {\displaystyle \tau } lze definovat jako poměr hmotnosti {\displaystyle m} (v kg) molekuly X v boxu k rychlosti jejího odstraňování, která je součtem toku molekuly X z boxu
({\displaystyle F_{\text{out}}}), chemické ztráty X
({\displaystyle L}),
a usazování X
({\displaystyle D})
(vše v kg/s):
{\displaystyle \tau ={\frac {m}{F_{\text{out}}+L+D}}}.
Pokud by vstup tohoto plynu do boxu ustal, pak by po čase {\displaystyle \tau }, tak by jeho koncentrace klesla přibližně o 63 %.
Životnost druhu v atmosféře tedy měří dobu potřebnou k obnovení rovnováhy po náhlém zvýšení nebo snížení jeho koncentrace v atmosféře. Jednotlivé atomy nebo molekuly se mohou ztratit nebo uložit do propadů, jako je půda, oceány a jiné vody nebo vegetace a jiné biologické systémy, čímž se jejich přebytek sníží na koncentraci pozadí. Průměrná doba, za kterou se toho dosáhne, je střední doba života.
Oxid uhličitý má proměnlivou dobu života v atmosféře a nelze ji přesně specifikovat:s.2237 Podobné problémy se týkají i dalších skleníkových plynů, z nichž mnohé mají delší střední dobu života než CO2, např. střední doba života N2O v atmosféře je 121 let.

### Aktuální koncentrace
Zkratky použité v následujících dvou tabulkách: ppm = částic na milion; ppb = částic na miliardu; ppt = částic na bilion; W/m2 = watty na metr čtvereční.
| Plyn                    | Troposférické koncentrace před rokem 1750 | Současné troposférické koncentrace | Absolutní nárůst od roku 1750 | Procentní nárůst od roku 1750 | Nárůst radiačního působení (W/m2) |
| ----------------------- | ----------------------------------------- | ---------------------------------- | ----------------------------- | ----------------------------- | --------------------------------- |
| Oxid uhličítý (CO2)     | 280 ppm                                   | 411 ppm                            | 131 ppm                       | 47%                           | 2,05                              |
| Methan (CH4)            | 700 ppb                                   | 1893 ppb / 1762 ppb                | 1193 ppb / 1062 ppb           | 170.4% / 151.7%               | 0,49                              |
| Oxid dusný (N2O)        | 270 ppb                                   | 326 ppb / 324 ppb                  | 56 ppb / 54 ppb               | 20.7% / 20.0%                 | 0,17                              |
| Troposférický ozon (O3) | 237 ppb                                   | 337 ppb                            | 100 ppb                       | 42%                           | 0,4                               |

| Plyn                    | Současné troposférické koncentrace | Nárůst radiačního působení (W/m2) |
| ----------------------- | ---------------------------------- | --------------------------------- |
| CFC-11 (CCl3F)          | 236 ppt / 234 ppt                  | 0,061                             |
| CFC-12 (CCl2F2)         | 527 ppt / 527 ppt                  | 0,169                             |
| CFC-113 (CH3CCl2F)      | 74 ppt / 74 ppt                    | 0,022                             |
| HCFC-22 (CHClF2)        | 231 ppt / 210 ppt                  | 0,046                             |
| HCFC-141b (CH3CCl2F)    | 24 ppt / 21 ppt                    | 0,0036                            |
| HCFC-142b (CH3CClF2)    | 23 ppt / 21 ppt                    | 0,0042                            |
| Halon 1211 (CBrClF2)    | 4,1 ppt / 4,0 ppt                  | 0,0012                            |
| Halon 1301 (CBrF3)      | 3,3 ppt / 3,3 ppt                  | 0,001                             |
| HFC-134a (CH2FCF3)      | 75 ppt / 64 ppt                    | 0,0108                            |
| Tetrachlormethan (CCl4) | 85 ppt / 83 ppt                    | 0,0143                            |
| Fluorid sírový (SF6)    | 7,79 ppt / 7,39 ppt                | 0,0043                            |
| Ostatní halokarbony     | Liší se podle látky                | dohromady 0,02                    |
| Halokarbony celkem      |                                    | 0,3574                            |

## Vliv jednotlivých skleníkových plynů
Koncentrace CO2 vzrostla od poloviny 18. století (předprůmyslové období) z hodnot kolem 280 ppm na hodnotu 379 ppm v roce 2005 a v současnosti (2019) dosahuje již hodnot vyšších než 400 ppm. Jde tak pravděpodobně o nejvyšší hodnotu, které bylo za uplynulých 650 tisíc let dosaženo (hodnoty se v této minulosti pohybovaly v rozpětí přibližně 180 až 300 ppm). Přestože míra nárůstu oxidu uhličitého vykazuje určitou meziroční variabilitu, průměrný roční nárůst koncentrace např. v období 1995 – 2005 byl 1,9 ppm, zatímco v období 1960 – 2005 1,4 ppm. Roku 1960 byly emise CO2 na obyvatele přibližně 3 tuny, roku 1990 4 tuny a roku 2010 necelých 5 tun. Podíl na kumulativních emisích CO2 od roku 1751 byl v roce 2015 následující: USA 25,7 %, EU28 21,8 % (z toho Německo 5,9 %, UK 5 %, Francie 2,4 %, ... ČR 0,5 %), Čína 12,2 %, Rusko 6,4 %, Japonsko 4 %, Indie 2,9 %, Afrika 2,5 %, Kanada 2 %.
Koncentrace CH4 se za stejné období zvýšily z přibližně 715 ppb na 1774 ppb a koncentrace N2O z hodnot kolem 270 ppb na 319 ppb. Fluorované uhlovodíky a fluorid sírový jsou látkami novými, které se v předprůmyslovém období nevyskytovaly, . Panel vědců publikoval v roce 2018 studii dokládající, že nesnížená produkce skleníkových plynů lidskou civilizací bude mít pravděpodobně za následek významnou změnu ve složení a biodiverzitě pozemských ekosystémů.

### CO2ekvivalent
Skleníkové plyny jsou podle svého potenciálního příspěvku ke skleníkovému jevu atmosféry klasifikovány potenciály globálního oteplování (PGO), jehož jednotkou je příspěvek ke skleníkovému efektu jedné molekuly CO2. Pomocí těchto koeficientů je možné určit tzv. ekvivalent CO2 (zapisováno jako CO2 ekv.), tedy množství CO2, které by mělo ekvivalentní příspěvek ke skleníkovému jevu atmosféry stejný jako množství příslušného plynu.
| Skleníkový plyn | Koncentrace (roky)                      | Koncentrace (roky)                      | Změna oproti roku 1780                                                            | Přirozené a antropogenní zdroje | PGO (ekvivalent CO2)   | Procentní podíl na skleníkovém jevu |
| Skleníkový plyn | 1780                                    | 1995                                    | Změna oproti roku 1780                                                            | Přirozené a antropogenní zdroje | PGO (ekvivalent CO2)   | Procentní podíl na skleníkovém jevu |
| --------------- | --------------------------------------- | --------------------------------------- | --------------------------------------------------------------------------------- | --- | ---------------------- | ----------------------------------- |
| vodní pára      | 0,2 - 4 objemová procenta, průměrně 1,3 | 0,2 - 4 objemová procenta, průměrně 1,3 | ?                                                                                 | Moře, oceány, sladkovodní zdroje – hydrosféra obecně | viz sekce "vodní pára" | 36-72                               |
| CO2             | 280 ppm                                 | 360 ppm                                 | + 29 %                                                                            | spalování fosilních paliv a biomasy (80 %); odlesňování; Aerobní rozklad organických látek; lesní požáry; vulkanická činnost; eroze … | 1                      | 9-26                                |
| CH4             | 0,70 ppm                                | 1,70 ppm                                | + 143 %                                                                           | Mokřady, močály a tundra (20 %); anaerobní rozklad organických látek, termiti, spalování biomasy a skládky odpadů (5 %); zpracování zemního plynu a ropy, uhelné zdroje, úniky plynu (10 %); chov dobytka, pěstování rýže (25 %); tání permafrostu | 20                     | 4-9                                 |
| N2O             | 280 ppb                                 | 310 ppb                                 | + 11 %                                                                            | Lesy; louky; oceány; půda; zpracování půdy; zemědělská hnojiva; spalování fosilních paliv a biomasy, změna v užívání půdy | 200                    |                                     |
| CFC (freony)    | 0                                       | 300 - 900 ppt                           | -                                                                                 | Chladicí zařízení (30 %); aerosoly (30 %); plastické pěny (32 %), rozpouštědla, počítačový průmysl, sterilanty, farmaceutický průmysl (8 %) | 7 500                  | může být značný                     |
| Ozón (O3)       | -                                       | 82 ppb                                  | Globální množství pokleslo ve stratosféře a vzrostlo v blízkosti zemského povrchu | Vytváří se přirozeně reakcí fotochemickou reakcí slunečního záření s molekulami kyslíku a uměle jako součást fotochemického smogu | 2000                   | 3-7                                 |

## Snižování množství skleníkových plynů
Jednou z možností snížení produkce antropogenních skleníkových plynů jsou úspory energií a využívání obnovitelných zdrojů energie. Diskutuje se o možnostech jaderné energetiky, u které jsou diskutabilní emise spojené s dobýváním paliva a výrobou reaktorů. Současně lze umírněním tempa kácení lesů a závažnými zásahy do krajiny podpořit přeměnu oxidu uhličitého pomocí fotosyntézy.

Při porovnávání technologických procesů z hlediska množství emisí produkovaných skleníkových plynů je vždy nutné kalkulovat i s emisemi vyprodukovaných v průběhu procesu konstrukce, provozu i odstraňování zařízení a při obstarávání surovin a paliv potřebných v dané technologii.